# Cleanskin
Cleanskin, cleanskin wine – australijski termin określający wino, na którego etykiecie nie ma informacji pozwalających zidentyfikować jego producenta. Etykiety takich win zwykle ukazują tylko informację o użytych szczepach winorośli, roku zabutelkowania oraz dane wymagane przez lokalne prawo – zawartość alkoholu, objętość, użyte substancje dodatkowe.
Winiarze decydują się na sprzedawanie takiego wina w przypadku nadmiernego plonu i wyprodukowania nadmiernych ilości wina, posiadania niechcianych zapasów, potrzeby szybkiego spieniężenia wina, lub kiedy producent nie jest pewien, czy jego wino zostanie dobrze odebrane przez konsumentów. Pozwala to na sprzedaż wina za niewielką cenę bez negatywnego wpływu na reputację lub postrzeganie marki.
Jakość takich win jest bardzo różna. Cleanskin wine może być celowo produkowany jako niedrogie wino, może również być markowym, droższym winem, które z jakiegoś względu po ponownym etykietowaniu sprzedawane jest jako cleanskin.
Możliwość sprzedawania wina jako cleanskin wine została wprowadzona w Australii we wczesnych latach dwutysięcznych w celu rozwiązania problemu nadpodaży wina. Spowodowało to znaczny wzrost konsumpcji wina w tym kraju. Cena takiego wina może być niższa od ceny butelki piwa, a nawet wody butelkowanej.